# El Hormiguero MX
El hormiguero MX fue un talk show producido por TV Azteca, el cual se estrenó el 15 de julio de 2014 y finalizó el 27 de mayo de 2015 en Azteca 7 después de dos temporadas. Era presentado por Mauricio Mancera y dos hormigas de nombre Pichas y Cachas. Fue la adaptación mexicana del exitoso talk-show español del mismo nombre.

## Antecedentes
El conductor de televisión mexicano, Mauricio Mancera, tuvo que despedirse del programa matutino Venga la Alegría, tras ocho años de trabajo. Fue promocionado como dos personajes desconocidos que se llevaban artículos diversos de varios programas de Azteca 7, llevándose al conductor mismo. Mark el Ilusionista apareció con los comentaristas de Azteca Deportes antes de su aparición oficial.

## Cancelación
La cancelación se da por falta de presupuesto, debido a problemas económicos por parte de TV Azteca. Actualmente, se transmite la temporada actual de la versión original de España  (El hormiguero 3.0).